# エンリケ1世 (カスティーリャ王)
エンリケ1世（スペイン語：Enrique I, 1204年4月14日 - 1217年6月6日）は、カスティーリャ王（在位：1214年 - 1217年）。アルフォンソ8世とその王妃でイングランド王ヘンリー2世の王女であったレオノールの息子。姉にレオン王アルフォンソ9世妃ベレンゲラ、ポルトガル王アフォンソ2世妃ウラカ、フランス王ルイ8世妃ブランカ、アラゴン王ハイメ1世妃レオノールがいる。

## 生涯
兄のフェルナンドが1211年に急死したため、王太子に立てられた。
父王アルフォンソ8世が1214年に死去したときエンリケはまだ10歳だったので、レオン王アルフォンソ9世の王妃となっていた姉のベレンゲラが摂政として政務を執った。しかし重臣のアルバロ・ヌニェス・デ・ララがベレンゲラと摂政の地位を巡って争った。
1215年、エンリケ1世はポルトガル王サンショ1世の王女マファルダと結婚した。結婚は両者が若すぎたためうまくいかず、1216年に結婚は解消された。
エンリケ1世はアルバロらララ家に籠絡されパレンシアへ連れていかれるが、1217年、パレンシアで事故死した。わずか13歳だった。同年代の貴族たちと遊んでいる最中に上から落ちてきた煉瓦に頭が当たったことが原因だった。王位は姉のベレンゲラが、次いでその息子で甥のフェルナンド3世が継いだ。